# A magyar ökölvívó-csapatbajnokságok végeredményei
A magyar ökölvívó-csapatbajnokság 1926-tól 2002-ig került megrendezésre. A bajnokságot a Magyar Ökölvívó Szakszövetség írta ki és rendezte meg.
A legtöbb bajnoki címet a Bp. Honvéd nyerte, 13-szor győztek.

## A bajnokságok végeredményei
1926
A csapatok az egyéni győzelmek alapján kapták a pontokat.
1. Terézvárosi TC 29, 2. Ferencvárosi TC 27, 3. Budapesti TK 23, 4. Spárta AC 17 pont
Megjegyzés: a Nemzeti Sport szerint az FTC-nek 26, a BTK-nak 22 pontja volt.
1927
Ettől az évtől a csapatok a csapatgyőzelmek alapján kapták a pontokat, azonos pontszámnál az egyéni győzelmek rangsoroltak.
1. Terézvárosi TC 6, 2. Ferencvárosi TC 6, 3. Budapesti TK 6, 4. Nemzeti SC 1, 5. Spárta AC 1 pont
1928
Ebben az évben két csoportban küzdöttek a csapatok, majd az első két helyezettek játszották a helyosztókat.
Csoportok: I.: 1. Budapesti TK 4, 2. Terézvárosi TC 2, 3. Spárta AC 0 pont, II.: 1. Ferencvárosi TC 4, 2. Nemzeti SC 1, 3. BVSC 1 pont
Döntő: Budapesti TK–Ferencvárosi TC 8:8
3. helyért: Terézvárosi TC–Nemzeti SC 12:8
Megismételt döntő: Budapesti TK–Ferencvárosi TC 10:10
Megjegyzés: a BTK és az FTC között az első meccs után a második is döntetlenre végződött, ezért mindkét csapatot bajnoknak nyilvánították.
1929
Ettől az évtől a csapatok két csoportban egy kört játszottak, majd a csoportok első két helyezettjei az egymás elleni eredményt megtartva játszottak még egy kört. Ebben az évben ismét az egyéni győzelmek alapján kapták a pontokat a csapatok.
1. Budapesti TK 20, 2. Ferencvárosi TC 15, 3. Nemzeti SC 12, 4. Terézvárosi TC 8 pont, a csoportkörben indult még: BVSC, MTK
1930
1. Ferencvárosi TC 6, 2. Budapesti TK 4, 3. Nemzeti SC 2, 4. Budapesti TC 0 pont, a csoportkörben indult még: Terézvárosi TC, BVSC
1931
1. Budapesti TK 6, 2. Ferencvárosi TC 3, 3. Budapesti TC 2, 4. BVSC 1 pont, a csoportkörben indult még: Nemzeti SC, MÁV Gépgyári SK
1932
Ebben az évben a csoportkör után nem döntő kör volt, hanem egyből a csoportgyőztesek az első, a csoportmásodikok a harmadik helyért játszottak. A B csoport végeredménye csak többszöri óvás után, a döntő előtt két nappal alakult ki. Eredetileg a BVSC lett a csoportgyőztes, így azonban a harmadik helyért már ki sem álltak, helyettük Nemzeti SC játszott.
A csoport: 1. Budapesti TK 6, 2. Budapesti TC 4, 3. BSE 2, 4. Herminamezei AC 0 pont
B csoport: 1. Ferencvárosi TC 5, 2. BVSC 4, 3. Nemzeti SC 3, 4. MÁV Gépgyári SK 0 pont
Döntő: Budapesti TK–Ferencvárosi TC 10:6
3. helyért: Budapesti TC–Nemzeti SC 10:6
1933
1. Budapesti TK 6, 2. BVSC 3, 3. MÁVAG SK (volt MÁV Gépgyári SK) 2, 4. BSE 1 pont, a csoportkörben indult még: Ferencvárosi TC, MAC
1934
1. BVSC 4, 2. Budapesti TK 4, 3. Ferencvárosi TC 3, 4. Herminamezei AC 1 pont, a csoportkörben indult még: BSE, Nemzeti SC
1935
1. Budapesti TK 4, 2. BVSC 4, 3. Ferencvárosi TC 3, 4. Nemzeti SC 1 pont, a csoportkörben indult még: BSzKRt SE, Herminamezei AC
1936
1. Budapesti TK 6, 2. BSzKRt SE 4, 3. BVSC 2, 4. Ferencvárosi TC 0 pont, a csoportkörben indult még: Nemzeti SC, MÁVAG SK
1937
1. BVSC 4, 2. Ferencvárosi TC 4, 3. Budapesti TK 3, 4. BSzKRt SE 1 pont, a csoportkörben indult még: MÁVAG SK, Herminamezei AC
1938
1. Budapesti TK 4, 2. BVSC 3, 3. BSzKRt SE 3, 4. Ferencvárosi TC 2 pont, a csoportkörben indult még: MAC, Lapterjesztők SC
1939
1. Budapesti TK 4, 2. BVSC 3, 3. Ferencvárosi TC 3, 4. BSzKRt SE 2 pont, a csoportkörben indult még: MAC, MÁVAG SK
1940
1. Ferencvárosi TC 5, 2. Budapesti TK 3, 3. BVSC 2, 4. BSzKRt SE 2 pont, a csoportkörben indult még: WMTK Csepel, Magyar Posztó SE
1941
1. Ferencvárosi TC 5, 2. BVSC 4, 3. BSzKRt SE 2, 4. Budapesti TK 1 pont, a csoportkörben indult még: WMTK Csepel, Magyar Posztó SE
1942
1. BSzKRt SE 5, 2. BVSC 3, 3. Budapesti TK 3, 4. WMTK Csepel 1 pont, a csoportkörben indult még: Ferencvárosi TC, Magyar Posztó SE
1943
1. Budapesti TK 5, 2. BSzKRt SE 3, 3. BVSC 2, 4. WMTK Csepel 2 pont, a csoportkörben indult még: Ferencvárosi TC, Törekvés SE
1944
1. Budapesti TK 4, 2. WMTK Csepel 4, 3. BVSC 2, 4. Ferencvárosi TC 2 pont, a csoportkörben indult még: Szabadkai VAK, BSzKRt SE
1945
Ebben az évben négy csoportban küzdöttek a csapatok, majd a csoportgyőztesek játszottak a döntőben.
Csoportok: I.: 1. Csepeli MTK (volt WMTK Csepel) 4, 2. Szolnoki MÁV 2, 3. Vasas SC 0 pont, II.: 1. BVESC (volt BVSC) 4, 2. Ózdi Vasas 2, 3. Kispesti MADISZ 0 pont, III.: 1. Előre SE (volt BSzKRt SE) 4, 2. Ferencvárosi TC 2, 3. Miskolci MTE 0 pont, IV.: 1. Barátság TK (volt Budapesti TK) 4, 2. Nemzeti SC 1, 3. BRE 1 pont
Döntő: 1. Csepeli MTK 4, 2. Barátság TK 4, 3. BVESC 3, 4. Előre SE 1 pont, rájátszás az első helyért pontazonosság miatt: Csepeli MTK–Barátság TK 11:5
1946
1. Csepeli MTK 6, 2. Előre SE 4, 3. Ferencvárosi TC 2, 4. BVESC 0 pont, a csoportkörben indult még: Kistext SE, Barátság TK
1947
1. Csepeli MTK 5, 2. Barátság TK 4, 3. BVESC 3, 4. Előre SE 0 pont, a csoportkörben indult még: Debreceni VSC, Kistext SE
1948
1. Csepeli MTK 5, 2. Bp. Lokomotív (volt BVESC) 5, 3. Vasas SC 2, 4. Ferencvárosi TC 0 pont, a csoportkörben indult még: Előre SE, Kaposvári MTE
1949
Ettől az évtől a csapatok egy csoportban két kört játszottak.
1. Csepeli MTK 15, 2. Bp. Lokomotív 13, 3. Ferencvárosi TC 12, 4. Kaposvári DSK (volt Kaposvári MTE) 12, 5. Vasas SC 7, 6. Előre SE 1 pont
1950
1. Bp. Lokomotív 17, 2. Csepeli Vasas (volt Csepeli MTK) 16, 3. ÉDOSZ SE (volt Ferencvárosi TC) 8, 4. Győri Vasas 8, 5. Kaposvári ÉDOSZ (volt Kaposvári DSK) 6, 6. Kistext SE 5 pont
1951
A bajnokságot átszervezték, az országos döntőben szakszervezeti csapatok indultak.
1. SZOT I. 7, 2. Dózsa SE 6, 3. Honvéd SE 4, 4. Bástya SE 2, 5. SZOT II. 1 pont
1952
Ebben az évben területi csapatok indultak, a 13 megyei és a 3 budapesti csapat kieséses rendszerben mérkőzött.
Döntő: 1. helyért: Budapest I.–Budapest II. 14:6, 3. helyért: Budapest III.–Győr-Sopron megye 12:8
Budapesti csoport: 1. Bp. Dózsa 6, 2. Bp. Honvéd 3, 3. Bp. Vasas (volt Vasas SC) 2, 4. Bp. Bástya 1 pont, a csoportkörben indult még: Bp. Kinizsi (volt ÉDOSZ SE), Bp. Lokomotív, Bp. Vörös Meteor, VL Kistext (volt Kistext SE)
1953
Ebben az évben az országos döntőben ismét szakszervezeti csapatok indultak.
1. SZOT II. 6, 2. Dózsa SE 4, 3. Honvéd SE 2, 4. SZOT I. 0 pont
1954
Ebben az évben az országos döntőben ismét területi csapatok indultak.
Döntő: 1. helyért: Budapest III.–Pest megye 13:7, 3. helyért: Budapest I.–Baranya megye 12:8
1955
1. Bp. Vasas 15, 2. Bp. Honvéd 12, 3. Bp. Vörös Lobogó 6, 4. Bp. Kinizsi 5, 5. Bp. Dózsa 2 pont, a Bp.Törekvés (volt Bp. Lokomotív) visszalépett
1956
A bajnokság 6 forduló után félbeszakadt. Az utolsó állás:
1. Bp. Vasas 12, 2. Csepeli Vasas 10, 3. Bp. Vörös Lobogó 8, 4. Bp. Kinizsi 4, 5. Bp. Honvéd 2, 6. Kaposvári Dózsa 0 pont
1957
Ebben az évben két csoportban küzdöttek a csapatok, majd az első két helyezettek játszottak a döntőben.
Csoportok: A: 1. Újpesti Dózsa (volt Bp. Dózsa) 6, 2. Csepel SC (volt Csepeli Vasas) 4, 3. Kaposvári Dózsa 2, 4. Ferencvárosi TC (volt Bp. Kinizsi) 0 pont, B: 1. Bp. Honvéd 6, 2. MTK (volt Bp. Vörös Lobogó) 4, 3. Vasas Beloiannisz 2, 4. VKSE (Villamosforgógép- és Kábelgyár SE) 0 pont
Döntő: 1. Újpesti Dózsa 6, 2. Bp. Honvéd 4, 3. Csepel SC 2, 4. MTK 0 pont
1958
Ebben az évben két csoportban küzdöttek a csapatok, majd az első két helyezettek játszottak a döntőben.
Csoportok: A: 1. MTK 5, 2. Újpesti Dózsa 5, 3. VKSE 1, 4. Gyöngyösi Honvéd 1 pont, B: 1. Csepel SC 5, 2. Kaposvári Dózsa 3, 3. Vasas Beloiannisz 2, 4. Bp. Honvéd 2 pont
Döntő: 1. Újpesti Dózsa 5, 2. Csepel SC 4, 3. MTK 3, 4. Kaposvári Dózsa 0 pont
1959
Ebben az évben a csapatok csak egy kört játszottak.
1. Újpesti Dózsa 12, 2. Csepel SC 12, 3. Bp. Honvéd 10, 4. Kaposvári Dózsa 7, 5. Vasas Dinamó (volt VKSE) 7, 6. MTK 6, 7. Honvéd Zalka SE (volt Gyöngyösi Honvéd) 2, 8. Vasas Beloiannisz 0 pont
1960
Ebben az évben a csapatok csak egy kört játszottak.
1. Bp. Honvéd 8, 2. Csepel SC 7, 3. MTK 7, 4. Újpesti Dózsa 5, 5. Vasas Dinamó 3, 6. Kaposvári Dózsa 0 pont
1961
1. Bp. Honvéd 24, 2. Csepel SC 16, 3. Újpesti Dózsa 16, 4. Vasas Dinamó 15, 5. Kaposvári Dózsa 14, 6. Vasas SC (volt Bp. Vasas) 11, 7. Honvéd Zalka SE 9, 8. MTK 7 pont
1962
1. Újpesti Dózsa 23, 2. Bp. Honvéd 20, 3. Vasas Dinamó 18, 4. Kaposvári Dózsa 15, 5. Csepel SC 13, 6. Dunaújvárosi Kohász 8, 7. Vasas Beloiannisz 8, 8. Vasas SC 7 pont
1963
1. Honvéd Zalka SE 24, 2. Újpesti Dózsa 22, 3. Vasas Dinamó 18, 4. Bp. Honvéd 18, 5. Csepel SC 13, 6. MTK 10, 7. Dunaújvárosi Kohász 4, 8. Kaposvári Dózsa 3 pont
1964
1. Újpesti Dózsa 17, 2. Honvéd Zalka SE 14, 3. Vasas Dinamó 10, 4. Bp. Honvéd 9, 5. MTK 7, 6. Csepel SC 3 pont
1965
1. Bp. Honvéd 16, 2. Honvéd Zalka SE 15, 3. Újpesti Dózsa 11, 4. Tatabányai Bányász 10, 5. MTK 4, 6. Vasas Dinamó 4 pont
1966
1. Bp. Honvéd 16, 2. Újpesti Dózsa 15, 3. Honvéd Zalka SE 9, 4. Vasas SC 9, 5. MTK 6, 6. Tatabányai Bányász 5 pont
1967
1. Bp. Honvéd 15, 2. Honvéd Zalka SE 11, 3. Csepel SC 11, 4. MTK 9, 5. Vasas SC 8, 6. Újpesti Dózsa 6 pont
1968
1. Bp. Honvéd 19, 2. Honvéd Zalka SE 13, 3. Csepel SC 10, 4. Tatabányai Bányász 8, 5. Vasas SC 8, 6. MTK 2 pont
1969
1. Bp. Honvéd 18, 2. Honvéd Zalka SE 16, 3. Újpesti Dózsa 12, 4. Tatabányai Bányász 9, 5. Vasas SC 4, 6. Csepel SC 1 pont
1970
1. Bp. Honvéd 16, 2. Honvéd Zalka SE 10, 3. Újpesti Dózsa 6, 4. Tatabányai Bányász 4, 5. Pécsi VSK 4 pont, a Vasas SC visszalépett
1971
Ebben az évben két csoportban küzdöttek a csapatok, majd az azonos helyen végzők játszottak a végső helyezésekért.
Csoportok: A: 1. Bp. Honvéd 8, 2. Tatabányai Bányász 2, 3. Pécsi VSK 2 pont, B: 1. Honvéd Zalka SE 7, 2. Újpesti Dózsa 5, 3. Bp. Építők-Fémmunkás 0 pont
Döntő: 1. helyért: Bp. Honvéd–Honvéd Zalka SE 13:9 és 14:8, 3. helyért: Újpesti Dózsa–Tatabányai Bányász 10:12 és 18:4, 5. helyért: Bp. Építők-Fémmunkás–Pécsi VSK 12:10 és 19:3
1976
Ebben az évben két csoportban küzdöttek a csapatok, majd az első helyezettek játszottak a harmadik helyért, míg a bajnoki címért a csoportkörben nem induló Bp. Honvéd és Újpesti Dózsa küzdhetett.
Csoportok: Kelet: 1. Honvéd Zalka SE 8, 2. Bp. Építők 6, 3. Csepel SC 4, 4. Borsodi Bányász 2, 5. Debreceni MTE 0 pont, Nyugat: 1. Vasas SC 8, 2. Kaposvári Dózsa 6, 3. Honvéd Kun Béla SE 4, 4. Honvéd Steinmetz SE 2, 5. Székesfehérvári SZIM Vasas 0 pont
Döntő: 1. helyért: Bp. Honvéd–Újpesti Dózsa 19:3, 3. helyért: Honvéd Zalka SE–Vasas SC 12:10
1977
Ebben az évben két csoportban küzdöttek a csapatok, majd az azonos helyen végzők játszottak a végső helyezésekért.
Csoportok: Kelet: 1. Újpesti Dózsa 16, 2. Honvéd Zalka SE 11, 3. Csepel SC 7, 4. Debreceni MTE 4, 5. Petőfibányai Bányász 0 pont, a Kecskeméti SC visszalépett, Nyugat: 1. Honvéd Kun Béla SE 18, 2. Kaposvári Dózsa 14, 3. Vasas SC 12, 4. Bp. Építők 7, 5. Honvéd Steinmetz SE 7, 6. Székesfehérvári SZIM Vasas 2 pont
Döntő: 1. helyért: Újpesti Dózsa–Honvéd Kun Béla SE 14:4 és 9:11, 3. helyért: Honvéd Zalka SE–Kaposvári Dózsa 14:8 és 9:13, 5. helyért: Csepel SC–Vasas SC 10:12 és 14:8
1978
1. Bp. Honvéd 16, 2. Honvéd Kun Béla SE 7, 3. Honvéd Zalka SE 6, 4. Kaposvári Dózsa 5, 5. Újpesti Dózsa 5 (1 pont levonva) pont, a Vasas SC visszalépett
1980
Ebben az évben ágazati válogatott csapatok indultak, a csapatok csak egy kört játszottak.
1. Bányász-válogatott 8, 2. Dózsa-válogatott 5, 3. Hadsereg-válogatott 4, 4. Vasas-válogatott 2, 5. Vasutas-válogatott 1 pont
1981
Ebben az évben ágazati válogatott csapatok indultak.
1. Bányász-válogatott 16, 2. Néphadsereg-válogatott 16, 3. Dózsa-válogatott 11, 4. Építők-válogatott 8, 5. Vasas-válogatott 7, 6. Vasutas-válogatott 2 pont
1982
Ebben az évben ágazati válogatott csapatok indultak. A bajnokság a tavaszi idény után félbeszakadt, nem hirdettek bajnokot.
1. Bányász-válogatott 10, 2. Néphadsereg-válogatott 6, 3. Dózsa-válogatott 6, 4. Építők-válogatott 4, 5. Vasas-válogatott 4, 6. Vasutas-válogatott 0 pont
1983
1. Bp. Honvéd 17, 2. Tatabányai Bányász 13, 3. Újpesti Dózsa 10, 4. Kecskeméti SC 10, 5. Honvéd Kun Béla SE 5, 6. Építők SC (volt Bp. Építők) 5 pont
1984
1. Bp. Honvéd 19, 2. Tatabányai Bányász 11, 3. Újpesti Dózsa 11, 4. Építők SC 9, 5. Kecskeméti SC 6, 6. Honvéd Kun Béla SE 4 pont
1985
Ebben az évben két csoportban küzdöttek a csapatok, majd az azonos helyen végzők játszottak a végső helyezésekért.
Csoportok: A: 1. Bp. Honvéd 4, 2. Kecskeméti SC 2, 3. Építők SC 0 pont, B: 1. Újpesti Dózsa 4, 2. Tatabányai Bányász 1, 3. Vasas SC 1 pont
Döntő: 1. helyért: Újpesti Dózsa–Bp. Honvéd 16:12, 3. helyért: Tatabányai Bányász–Kecskeméti SC 16:12 és 16:12, 5. helyért: Vasas SC–Építők SC 15:13 és 13:10
1986
1. Újpesti Dózsa 17, 2. Bp. Honvéd 15, 3. Kecskeméti SC 10, 4. Vasas SC 10, 5. Tatabányai Bányász 8, 6. Építők SC 0 pont
1987
1. Újpesti Dózsa 14, 2. Kecskeméti SC 13, 3. Bp. Honvéd 10, 4. Vasas SC és Paksi SE 8, 6. Tatabányai Bányász 7 pont
1988
Ebben az évben két csoportban küzdöttek a csapatok, majd az első és a második, valamint a harmadik és a negyedik helyezettek játszottak egymással tovább (az egymás elleni eredményeiket megtartva) a végső helyezésekért.
1-4. helyért: 1. Paksi SE 10, 2. Bp. Honvéd 6, 3. Borsodi Bányász 5, 4. Tatabányai Bányász 3 pont, 5-8. helyért: 5. Vasas SC 9, 6. Kecskeméti SC 7, 7. Újpesti Dózsa 6, 8. Komlói Bányász 2 pont
1989
1. Borsodi Bányász 18, 2. Paksi SE 17, 3. Bp. Honvéd 13, 4. Kecskeméti SC 6, 5. Vasas SC 5, 6. Győri Dózsa 1 pont
1990
1. Paksi SE 13, 2. Borsodi Bányász 10, 3. Vasas SC 8, 4. Kiskunfélegyházi Honvéd 6, 5. Kecskeméti SC 3 pont
1991
Ebben az évben vegyes csapatok is indultak.
1. Paksi SE 12, 2. Vasas SC 5, 3. Újpesti Dózsa-Tatabányai Bányász 4, 4. Kiskunfélegyházi Honvéd-Kecskeméti SC 3 pont, a Borsodi Bányász visszalépett
1992
1. Tájfun PBC 7, 2. Paksi SE 4, 3. Vasas SC 1 pont
1994
1. Vasas SC 5, 2. Újpesti TE (volt Újpesti Dózsa) 4, 3. Paksi SE 3 pont, a Tatabányai VSE (volt Tatabányai Bányász) visszalépett
1999
Ettől az évtől regionális csapatok is indultak. Csak 5 fordulót játszottak le, és ez alapján hirdettek bajnokot.
1. Vasas SC 8, 2. Dél-Alföld 8, 3. Koko-Gym 4, 4. Dél-Dunántúl 0 pont
2001
1. Dél-Alföld 16, 2. Vasas SC 14, 3. Észak-Alföld 14, 4. Budapest 12, 5. Észak-Dunántúl 2, 6. Dél-Dunántúl 2 pont
2002
1. Kecskemét-Dél-Alföld 16, 2. Debrecen-Észak-Alföld 15, 3. Vasas SC 12, 4. Budapest 11, 5. Észak-Dunántúl 4, 6. Dél-Dunántúl 2 pont